# Diapetimorpha caieteurensis
Diapetimorpha caieteurensis är en stekelart som först beskrevs av Charles Thomas Brues och Richardson 1913.  Diapetimorpha caieteurensis ingår i släktet Diapetimorpha och familjen brokparasitsteklar. Inga underarter finns listade i Catalogue of Life.